# The Black Mamba (гурт)
«The Black Mamba» — португальський гурт. Представники Португалії на Євробаченні 2021 року в Роттердамі, Нідерланди з піснею «Love Is on My Side».

## Дискографія

### Альбоми
| The Black Mamba                                                | - Випущено: 2010 - Формат: цифрове завантаження, компакт-диск - Label: Farol Música  | -  |
| Dirty Little Brother                                           | - Випущено: 2014 - Формат: цифрове завантаження, компакт-диск - Label: Farol Música  | 15 |
| The Mamba King                                                 | - Випущено: 2018 - Формат: цифрове завантаження, компакт-диск - Label: La Resistance | 5  |
| »-" позначає запис, який не склав діаграми або не був виданий. |                                                                                      |    |

### Сингли
Головні артисти
| Назва                                     | Рік  | Альбом               |
| ----------------------------------------- | ---- | -------------------- |
| «If I Ain't You»                          | 2012 | The Black Mamba      |
| «Wonder Why» (за участю Aurea)            | 2014 | Dirty Little Brother |
| «Canção de mim mesmo» (за участю Boss AC) | 2016 | Позаальбомний сингл  |
| «I Wanna Be With You»                     | 2017 | Позаальбомний сингл  |
| «Believe»                                 | 2018 | The Mamba King       |
| «Love Is on My Side»                      | 2021 | Позаальбомний сингл  |

Відомі артисти
| Назва                                              | Рік  | Альбом              |
| -------------------------------------------------- | ---- | ------------------- |
| «Beautiful Lie» (Light Gun Fire feat. Чорна мамба) | 2020 | Позаальбомний сингл |